# عيد تعميد كييف روس

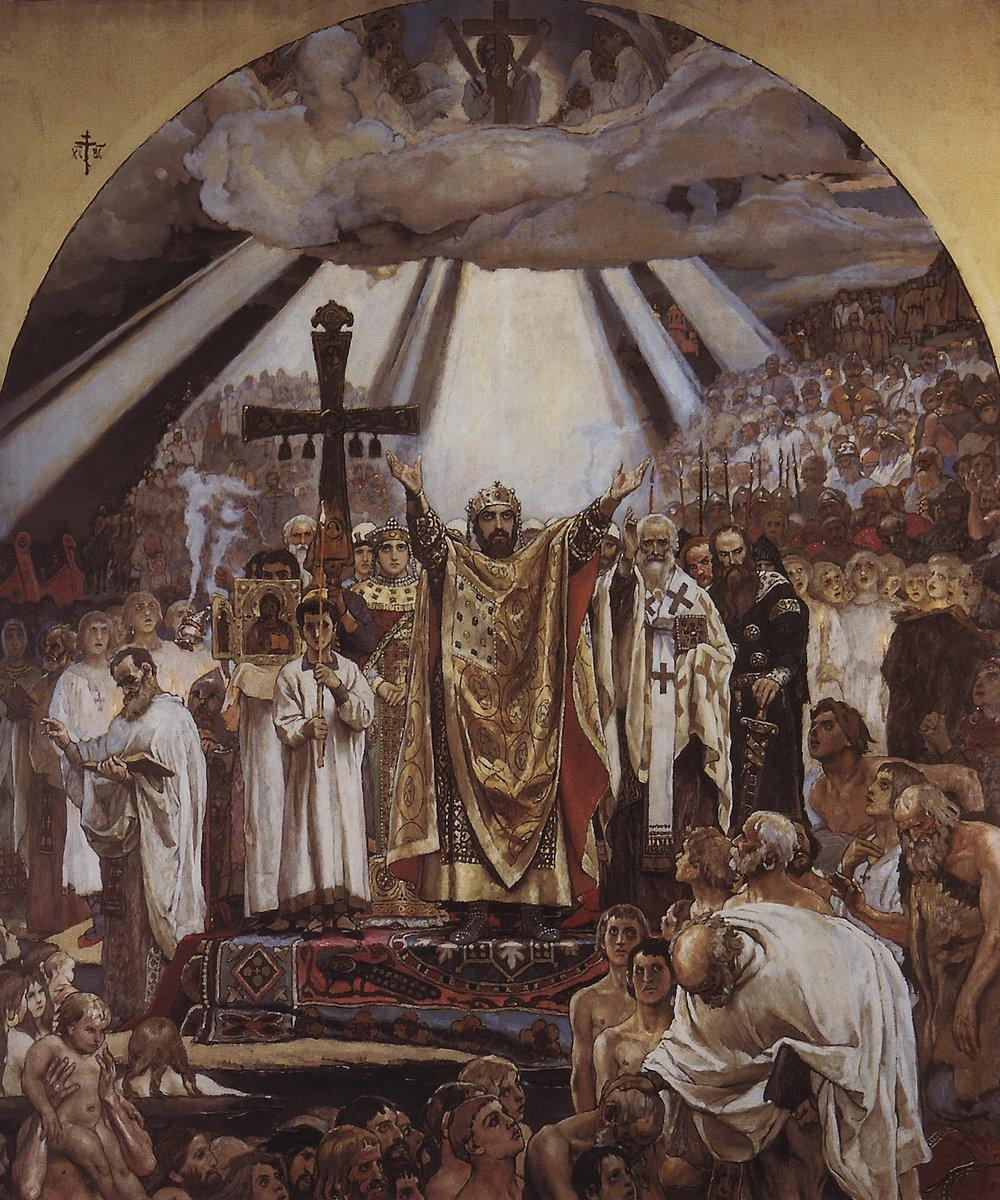

عيد تعميد كييف روس هو يوم للذكرى في روسيا وأوكرانيا. أصبح اليوم يوم عيد في أوكرانيا في 2008، وفي روسيا ابتداءً من عام 2010. يحتفل في هذا اليوم بذكرى تعميد الأمير فلاديمير الأول، حاكم إمارة كييف روس، على الطقوس المسيحية الأرثوذكسية في 28 يوليو 988، وجعله الديانة المسيحية الأرثوذكسية ديانة الدولة. وتُعد إمارة كييف روس الدولة التاريخية الأم لكل من روسيا وأوكرانيا وروسيا البيضاء. في روسيا الاتحادية، دعم الرئيس دميتري ميدفيديف ورئيس الوزراء فلاديمير بوتين مسعى الاحتفال بهذا اليوم بصفة رسمية، ووجها وزارة الثقافة بإعداد مشروع قانون يتعلق بهذا الشأن في 2009. في 21 مايو 2010، وافق البرلمان الروسي عل جعل هذا اليوم يوم عيد وطني بالإضافة إلى ثمان مناسبات أخرى، إلا أنه ليس يوم عطلة، وتُنفق الدولة على الاحتفالات المقامة بهذه المناسبة.

## استشهادات
1. ↑  "شاهد: معمودية جماعية في روسيا استذكارًا لاعتماد المسيحية دينًا قبل ألف عام". يورونيوز. 28 يوليو 2019. مؤرشف من الأصل في 2019-07-28. اطلع عليه بتاريخ 2019-07-28.